# Kalla Moutari

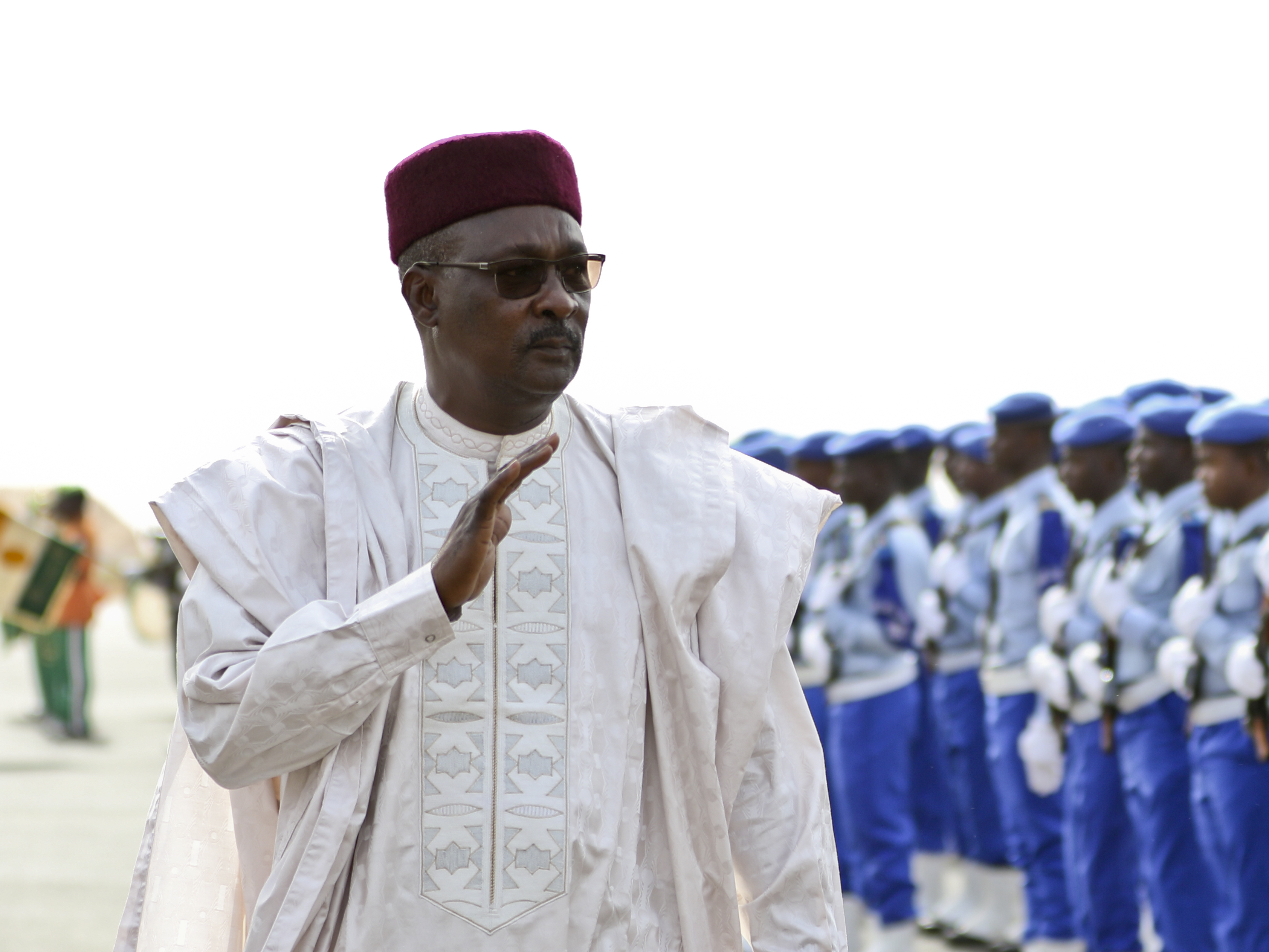
Kalla Moutari (2018)

Kalla Moutari (* 1964 in Ali Kalla; auch Kalla Moutary) ist ein nigrischer Politiker. Er war von 2016 bis 2019 Verteidigungsminister Nigers.

## Leben
Kalla Moutari arbeitete zunächst als Lehrer. Er unterrichtete Philosophie an der Mittelschule Lycée Dan Baskoré in Maradi. Als Anfang der 1990er Jahre die Nigrische Partei für Demokratie und Sozialismus (PNDS-Tarayya) gegründet wurde, gehörte er zu deren ersten Parteigängern und wurde zu einem einflussreichen Mitglied der Parteileitung. Besondere Popularität erreichte er in der Region Maradi.
Moutari hatte von 1993 bis 1996 als beigeordneter Administrator von Tessaoua die Funktion eines ernannten Bürgermeisters der Stadt inne. Von 2011 bis 2013 war er als stellvertretender Generalsekretär der Präsidentschaftskanzlei seines Parteifreundes Staatspräsident Mahamadou Issoufou tätig. Er wirkte anschließend von 2013 bis 2016 als Gouverneur der Region Zinder.
Staatspräsident Issoufou holte ihn am 11. April 2016 als Gesundheitsminister in der Nachfolge von Mano Aghali in die Regierung. Bereits am 19. Oktober 2016 wechselte Moutari das Ressort und wurde als Nachfolger von Hassoumi Massoudou Verteidigungsminister. Bei einem Hinterhalt beim Dorf Tongo Tongo starben 2017 jeweils vier Soldaten der Streitkräfte der Vereinigten Staaten und der Streitkräfte Nigers. Der Vorfall löste eine Kontroverse in den Vereinigten Staaten über die militärische Präsenz in Niger aus. Bei einer Regierungsumbildung am 20. September 2019 wechselten die Zuständigkeiten der Minister Kalla Moutari und Issoufou Katambé, wodurch der Erstgenannte zum Minister für Wasserwirtschaft wurde. Am 7. Februar 2020 schied er schließlich aus der Regierung aus und übergab sein Ministeramt an Moctar Gado Sabo.
Nach seiner Wahl in die Nationalversammlung bei den Parlamentswahlen am 27. Dezember 2020 übernahm Kalla Moutari den Vorsitz der ständigen parlamentarischen Kommission für allgemeine und institutionelle Angelegenheiten. Im Zuge des Militärputsches am 26. Juli 2023 wurde er wie andere hohe Funktionäre verhaftet.